# Церковь Покрова Богородицы и святого Александра Невского (Биарриц)
Це́рковь Покрова́ Богоро́дицы и свято́го Алекса́ндра Не́вского (фр. Église Saint-Alexandre-Nevsky-et-de-la-Protection-de-la-Mère-de-Dieu) — православный храм Галльской митрополии Константинопольского патриархата, расположенный в Биаррице на проспекте Императрицы. Освящён в 1892 году.

## История

### Храм до русской революции 1917 года
В XVIII веке Биарриц, бывший рыбацкой деревушкой на берегу Бискайского залива, после открытия целебности местного воздуха, насыщенного парами йода, и пользы морских купаний, начал превращаться в популярный среди высшего класса курорт. Наезды в город императора Наполеона III и императрицы Евгении с 1854 года начинают притягивать значительных европейских политических, экономических, культурных деятелей, в том числе и из Российской империи. Русское присутствие в Биаррице было максимальным с сентября по ноябрь — в «русский сезон».
У русской колонии возникла потребность в месте для проведения богослужений. В 1870 году, после падения Наполеона III, новое республиканское правительство не дало своего согласия на возведение в Биаррице русского храма. Поэтому когда бывшая императорская резиденция («Вилла Евгения») продана и стала гостиницей («Отель Биарриц»), в одном из её салонов временно устраивают православную часовню. Освящавший её 27 августа 1887 иеромонах Иродион, настоятель храма в По, установил в зале иконостас, привезённый из Петербурга. В 1888 году благодаря вмешательству царя Александра III было получено согласие на строительство храма; в 1889 году был образован «Комитет по устройству и упрочению существования православной домовой церкви в г. Биаррице», который возглавил великий князь Николай Михайлович. В октябре 1889 община купила за 25 тыс. франков от «Общества Парижского банка» участок напротив дворца Евгении размером в один гектар.

Вид храма в октябре 1893 года

Закладка храма по проекту Н. Н. Никонова состоялась 1 (13) октября 1890 года; освящение в присутствии русского посла в Париже А. П. Моренгейма, герцога Георгия Лейхтенбергского и представителей местных властей — 13 (25) сентября 1892 года. Впрочем, по словам священника Георгия Ашкова: «при постройке здания, как мне кажется, была нарушена строительная технология: храм возводили так, словно он находится в глубине материка. Строили не только из камня, но и из цемента и штукатурки. Хотя от церкви до океана всего 300 метров. Ветер, соль, вода, ураганы подтачивают, разрушают здание. Каждые 25 лет оно требует капитального ремонта. Все-таки климат здесь особенный, морской».
После освящения в церкви служили поначалу только в осенний сезон — с 1 августа по 15 ноября — иеромонахи из Александро-Невской лавры или священники из русской церкви в По, к которой до весны 1912 новый храм был приписан.
В 1900-е Биарриц достиг наибольшей популярности и стал также зимним климатическим курортом. Зимой в нём постоянно проживало около 15 русских семей, и храм посещало не менее 120 человек (летом — 800). При нём работала библиотека и «четверговая» школа для детей. Зимой-весной 1906—1910 годы в Биаррице часто жили вдовствующая Императрица Мария Феодоровна, великий князь Александр Михайлович с супругой, принц П. А. Ольденбургский с супругой, герцог Г. М. Лейхтенбергский с детьми и женой и др. Некоторые именитые русские купили в городке недвижимость.
С 1908 года службы в храме стали проводиться также в весенние и зимние месяцы, однако, они назначались лишь «после усиленных хлопот и … благодаря вмешательству Высочайших особ». Летом 1913 года был утверждён самостоятельный причт и настоятелем назначен прот. Николай Васильевич Попов, окормлявший церковь в По и бывший активным миссионером.
Как и все русские православные церкви в Европе, до 1920 года, храм был в ведении митрополита Петербургского (Петроградского).

### После 1917 года
Вследствие массового притока беженцев из бывшей Российской империи в начале 1920-х годов русская колония города значительно увеличилась. Ежегодные благотворительные праздники в пользу церкви, финансирование которой из России прекратилось после революции, позволяли до 1930-х годов оплачивать расходы по её содержанию.
С конца 1920 года приход храма пребывал в ведении архиепископа (с 1922 года митрополита) Евлогия (Георгиевского), которому решением Временного высшего церковного управления на Юго-Востоке России (впоследствии также в соответствии с указом патриарха Московского Тихона от 5 мая 1922 года) было поручено управление всеми западноевропейскими русскими церквами на правах епархиального архиерея. С 1931 года состоит в юрисдикции Константинопольского патриархата (Архиепископия православных русских церквей Западной Европы).
В 1984 году благодаря подписке и пожертвованиям со всего мира (в том числе и вкладу Александра Солженицына) была осуществлена реставрация.
После смерти в 1990 года долголетнего настоятеля отца Иоанна Байкова у храма в течение десятилетия не было настоятеля.

### Конфликты в 2000-е годы
17 декабря 2000 года настоятелем прихода был назначен протоиерей Георгий Монжош, прибывший в 1994 году во Францию из России. Настоятель принимал новоприбывших эмигрантов из России, Украины и Молдавии, занялся реставрацией храма, привлекая и пожертвования из России. При этом Георгий Монжош никогда не скрывал своего положительного отношения к Московскому патриархату. Он с сочувствием воспринял послание патриарха Московского и всея Руси Алексия II от 1 апреля 2003 года, в котором содержался призыв к восстановлению церковного единства русской диаспоры путём создания самоуправляемого митрополичьего округа как основания грядущего устроения многонациональной Поместной православной церкви в Западной Европе. Такая позиция шла вразрез с позицией архиепископа Команского Гавриила (де Вильдера), возглавившего 3 мая 2003 года Западноевропейский экзархат русских приходов, и поддерживающим его епархиальным советом.
1 ноября 2004 года в ходе епархиального пастырского собрания протоиерей Георгий Монжош выступил с заявлением о необходимости возвращения в Русскую православную церковь. Выступление вызвало жёсткую реакцию председателя собрания архиепископа Команского Гавриила. После этого, по сообщениям службы коммуникации OLTR, на протоиерея Георгия «было произведено сильное давление, чтобы побудить его к уходу от настоятельской должности». Согласно опубликованной на официальном сайте архиепископии «Информационной справки о приходе в Биаррице», после пастырского собрания «о. Георгий Монжош начал распространять среди своих прихожан и священников испанских приходов слухи, что как будто бы архиепископ Гавриил во время этого собрания заявил о том, что следует порвать с русской литургической традицией, что надо отказаться от иконостасов в храмах и т. п. <…> Архиепископ Гавриил был предупрежден об этом обеспокоенными прихожанами и 29 ноября позвонил о. Георгию Монжошу. Отец Георгий не стал отрекаться от своих слов, а более того — даже попросил владыку Гавриила принять против него какие-либо меры. Он сообщил также о своей серьёзной болезни, о чём ранее не раз говорил и многим прихожанам, и попросил снять с него обязанности настоятеля. Затем он резко изменил свое поведение и в письме владыке Гавриилу написал, что ничего подобного ранее не говорил, а к письму приложил медицинскую справку о своем здоровье и письмо адвоката».
В начале декабря протоиерей Георгий закрыл доступ в церковь под предлогом безопасности и созвал чрезвычайное приходское собрание вопреки прямым указаниям архиепископа Гавриила. Как написал в своём открытом письме прихожанин данного храма Илья Толстой: «Прихожане церкви в Биаррице действовали в соответствии с законами Франции. Состояние церкви было настолько плачевным, что городскому муниципалитету пришлось наложить печати на её двери. Приходской совет созвал общее собрание прихожан, и оно в срочном порядке обсудило проблемы, связанные с безопасностью здания. Владыка Гавриил и его команда отреагировали на происшедшее с резкостью, вызывающей удивление. <…> Скороспелым решением он запретил служить протоиерею Георгию Монжошу».
11 декабря 2004 года приходской совет храма в полном составе подписал письмо, в котором просил архиепископа Гавриила отстранить Георгия Монжош от обязанностей настоятеля ввиду того, что тот «вносит раздор в жизнь прихода и морально, и главное — духовно дестабилизирует» приходской совет. 16 декабря протоиерей Георгий был отставлен от настоятельства и запрещён в служении до церковного суда «по причине своего неповиновения епархиальной власти и внесения раздора в жизнь прихода». 24 декабря Священный синод Русской православной церкви принял определение, где признавались «необоснованными и недействительными канонические прещения, налагаемые на клириков лишь за открыто исповедуемое ими желание следовать линии Преосвященного митрополита Евлогия, заявлявшего о своём намерении вернуться в юрисдикцию Русской Православной Церкви, как только восстановятся нормальные условия её жизни, и делом подтвердившего истинность своих слов».
26 декабря 2004 года протоиерей Георгий Монжош созвал внеочередное приходское собрание, которое 59-ю голосами при двух недействительных бюллетенях приняло решения о переходе в юрисдикцию Московского патриархата. Согласно информации на официальном сайте архиепископии (а также последующему судебному решению), собрание было проведено незаконно, в частности, часть его участников не являлась членами приходской ассоциации. Объявление о «воссоединении с Матерью-Церковью» храма Биаррица появилось в тот же день на официальном сайте Московского патриархата. На следующий день, 27 декабря 2004 года приход был принят в юрисдикцию Московского патриархата, а 30 декабря 2004 года вошёл в состав Корсунской епархии Московского патриархата.

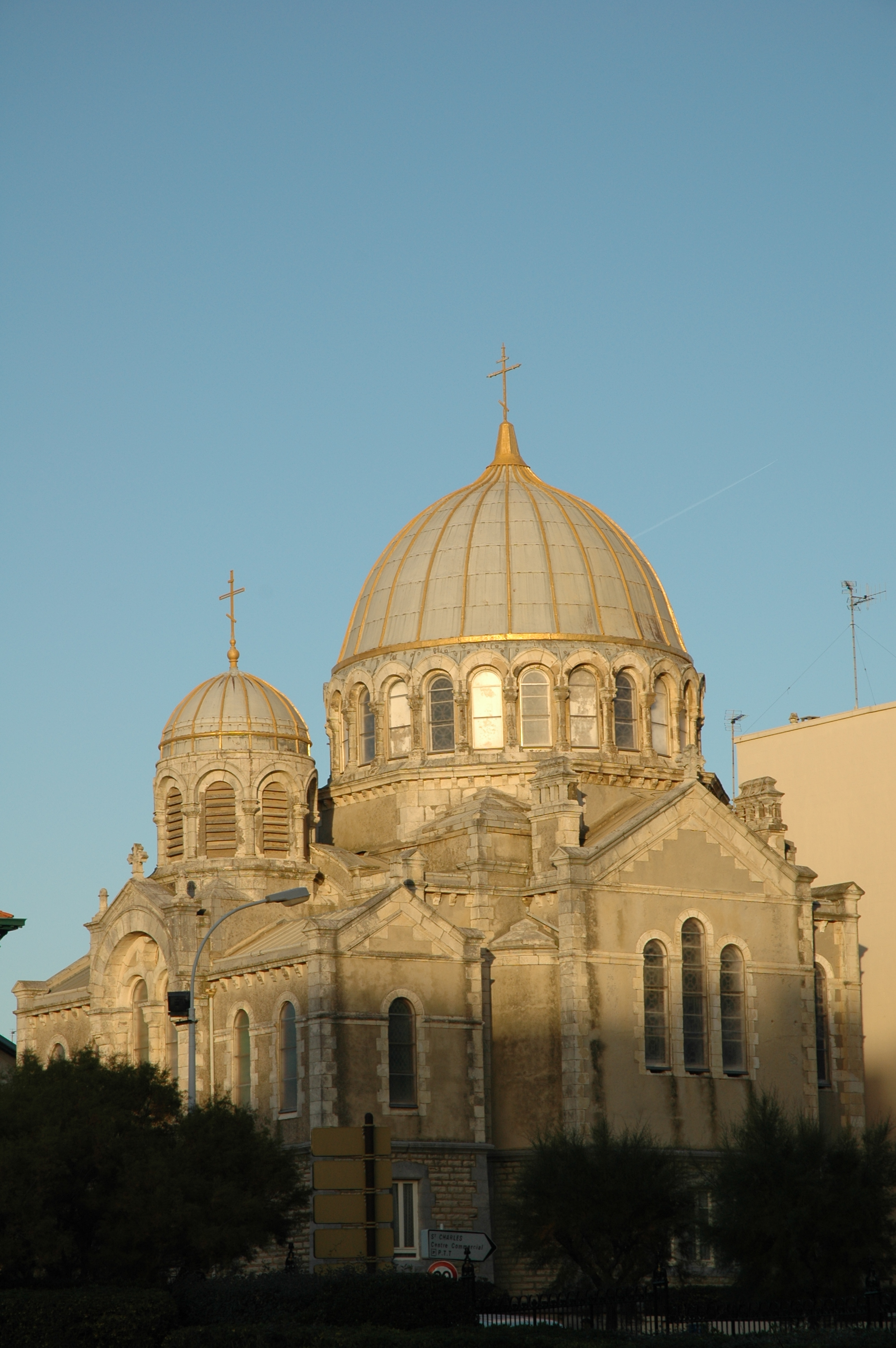
Храм в 2007 году

Прихожане, оставшиеся верными Архиепископии русских православных церквей в Западной Европе, находящейся в юрисдикции Константинопольского патриархата, и руководство архиепископии отвергли решение приходского собрания, созванного протоиереем Георгием Монжошом.
C 29 по 31 декабря 2004 года Биарриц посетили архиепископ Гавриил (де Вильдер), протоиерей Алексей Струве, М. А. Соллогуб и П. А. Соллогуб. Они встретились с членами приходского совета, местными гражданскими властями и католическим епископом Байонны. Предварительно посовещавшись с приходским советом, архиепископ Гавриил назначил протоиерея Алексея Струве из Парижа настоятелем прихода в Биаррице. Как написал в своём открытом письме прихожанин данного храма Илья Толстой, «люди из окружения архиепископа разразились угрозами и оскорблениями, в том числе и на расовой почве. Все это слышали окаменевшие от неожиданности прихожане».
21 января 2005 года протоиерей Алексий Струве и члены приходского совета обратились в Суд высшей инстанции г. Байонны с просьбой об отмене решения. Бывший секретарь Совета архиепископии Василий фон Тизенгаузен отмечал, что по поводу решения общины о переходе в юрисдикцию Московского патриархата экзархат обратился не «к посредничеству Ассамблеи православных епископов во Франции», а в «мирской суд». При этом, как свидетельствовал бывший секретарь, одна из подписей под обращением в суд была подделана.
Многие обстоятельства, проявившиеся в ходе рассмотрения дела, показывают, что оно было перенесено в политическую плоскость, выдвигались необоснованные утверждения о будто бы стоящей за решением прихожан совместной акции Российского правительства и Русской церкви по захвату недвижимости. После решение о переходе в Московский патриархат, как писал Илья Толстой, «началась вторая волна наступления: доносы органам светской власти, католическому епископу, требования выслать священника из страны (несмотря на то, что он гражданин Франции), утверждения о существовании преступного сговора между приходским советом и иностранным государством, о принадлежности к мафиозной организации и в довершение всего — беседы во французской контрразведке» (имеется в виду DST). По словам протоиерея Георгия Монжоша, среди православных русских приходов Западной Европы постоянно тиражировалась позиция, согласно которой Россия и Русская православная церковь являются не только «юридическими», но и идеологическими наследниками советского строя, в связи с чем русские приходы, перешедшие в юрисдикцию Московского патриархата, между собой называются «грязными» и «просоветскими», а их позиция — работа на «советского КГБшного Патриарха». Подобная оценка современной России и Русской церкви выливалась в постоянные призывы о необходимости «освобождения» из лона «советской Русской Церкви» как можно большего числа её западноевропейских приходов и введение их в ведомство архиепископа Гавриила, подчинённого Константинопольскому патриархату; а также о необходимости «освобождения» из зоны её влияния других Поместных церквей, в связи с чем, по сведениям протоиерея Георгия, некоторые священники архиепископии призывали участвовать в «демократизации» России и принимали участие в событиях «бархатных революций» в Грузии и на Украине.
12 декабря 2005 года суд города Байонны признал незаконными общее собрание, состоявшееся под председательством Георгия Монжоша 26 декабря 2004 года, а также собрания от 23 января и 20 марта 2005 года и все принятые на них решения. Основанием решения было то, что смещённый настоятель уже не являлся формально членом прихода и не мог возглавлять созванное им приходское собрание. Суд отметил, что вопрос о смене юрисдикции не был внесён в повестку дня, а принятое решение не было передано на утверждение епархиальной власти, как требовал приходской устав. Наконец, в собрании принимали участие лица, не значившиеся в списках прихожан. 12 февраля 2006 года решение местного суда было подтверждено апелляционным судом города По. При этом суд не опроверг того факта, что большинство прихожан неоднократно подтвердили своё желание воссоединиться с Русской православной церковью. 12 февраля 2006 года решение первой инстанции Высшего суда г. Байонны было подтверждено апелляционным судом города По.
1 февраля 2006 года Московский патриархат исполнил решение гражданского суда, и архиепископия вновь вступила во владение храмом, а община Корсунской епархия стала проводить богослужения в специально оборудованном прихожанами зале близ Биаррица. По утверждению представителей Корсунской епархии, большая часть прихожан осталась в юрисдикции Русской православной церкви. 25—26 февраля храм посетил архиепископ Гавриил (де Вильдер).
8 октября 2009 года Кассационный суд отклонил апелляцию, поданную представителями Московского патриархата и другими сторонами, окончательно закрепив права собственности над храмом за местной приходской общиной Архиепископии русских православных церквей Западной Европы (Константинопольский патриархат).
По сообщениям официального сайта архиепископии, 6 декабря 2009 года во время сослужения архиепископа Гавриила и игумена Нестора (Сиротенко) произошло восстановление мира между сформированным в Биаррице приходом Корсунской епархии и приходом храма Александра Невского.

### 2010-е годы
Как писал в 2010 году Сергей Мудров, «обветшание сразу бросается в глаза: кое-где со стен даже сыплются кусочки штукатурки (из-за этого отдельные сегменты внутри церкви пришлось отгородить). Морской климат, в соединении с ошибочной строительной технологией, делает своё чёрное дело».
Осенью 2014 года эксперты признали здание в аварийном состоянии. Согласно проекту биаррицского архитектора русского происхождения мадам Матвеев, нанятой приходом, необходимо было сначала провести работы для обеспечения безопасности. Работы начались в декабре того же года. Были произведены демонтаж старых каминов, блокировка южного фронтона, установка защиты внутри храма от возможного падения частей потолка, ремонт электросети и выполнение необходимых условий, связанных с пожарной безопасностью в соответствии с требованиями для общественных зданий. Финансирование проекта и работ этого этапа осуществлялось из средств бюджета прихода и епархиального резервного счёта специально для храма в Биаррице. Все выполненные работы подлежали контролю АPAVE и закончились к православной Пасхе 2015 года.
Предварительная оценка всех работ снаружи здания была определена в 1 млн евро, однако ни приход, ни Западноевропейская архиепископия русских приходов не располагали такими средствами. Православная ассоциация Биаррица подала заявку на регистрацию и классификацию храма в реестре исторических памятников Французской Республики, что давало возможность привлечь от 5 до 15 % средств от общей суммы реставрации. 5 марта 2015 года региональная комиссия DRAC в Бордо одобрила запрос. Приход рассчитывал также на помощь мэрии города, регионального парламента и частных пожертвований православных людей.
С 2014 года настоятель — протоиерей Георгий Ашков.
После того как 14 сентября 2019 года архиепископ Иоанн (Реннето) вместе с поддержавшими его клириками и приходами был принят в Московский патриархат, приход принял решение остаться в Константинопольском патриархате, перейдя, таким образом, в Галльскую митрополию. 16 августа 2020 года на своей экстраординарной генеральной ассамблее приход 42 голосами за и 8 голосами против официально проголосовал за присоединение к викариатству святого Алексея Южинского и святой Марии (Скобцовой) Константинопольского патриархата.

## Архитектура, убранство
Церковь устроена в византийском стиле, двухкупольная.
Иконостас невысокий, с минимальным количеством образов. Внутреннее устройство тоже не совсем типично: церковь находится на втором этаже здания. В нижних этажах — «бельэтаже» и подвале — находятся помещения, изначально предназначавшиеся для причта и консьержа; ныне там находится квартира священника. Чтобы попасть в притвор, надо вначале подняться по лестнице.